# Sowjetische Luftverteidigungsstreitkräfte

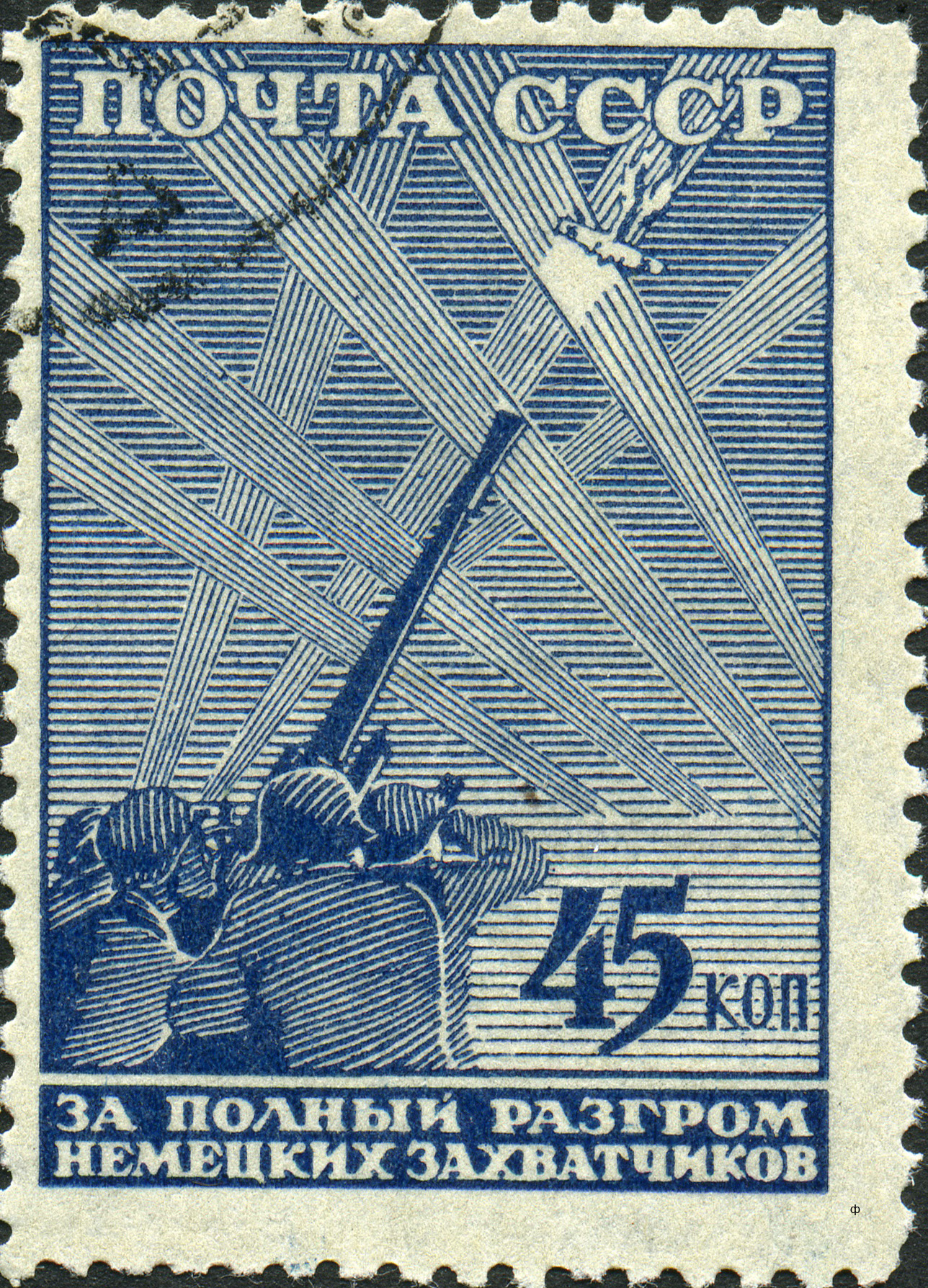
Briefmarke mit der Aufschrift Für die völlige Zerschmetterung der deutschen Eindringlinge, 1943

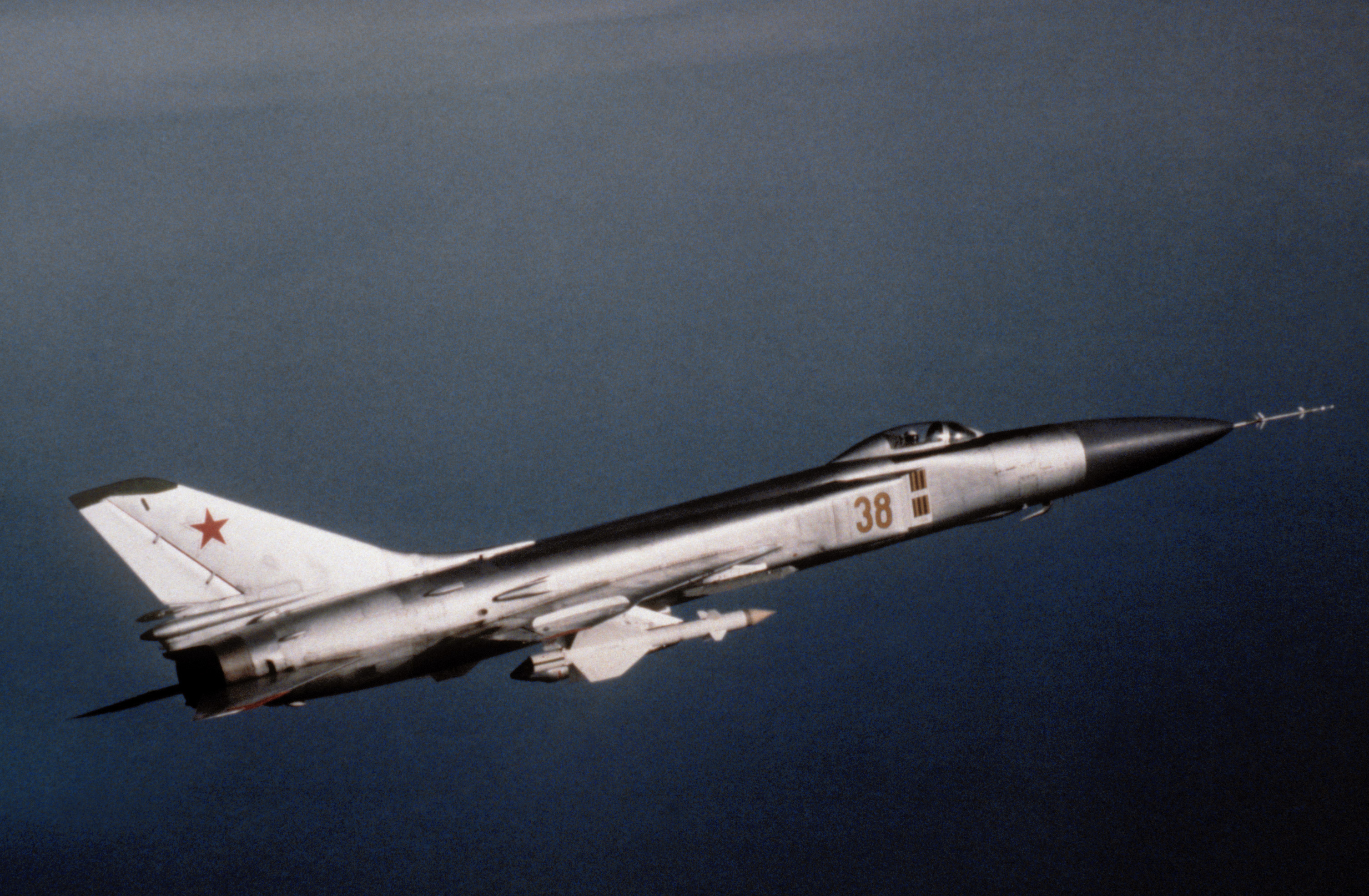
Suchoi Su-15, 1989

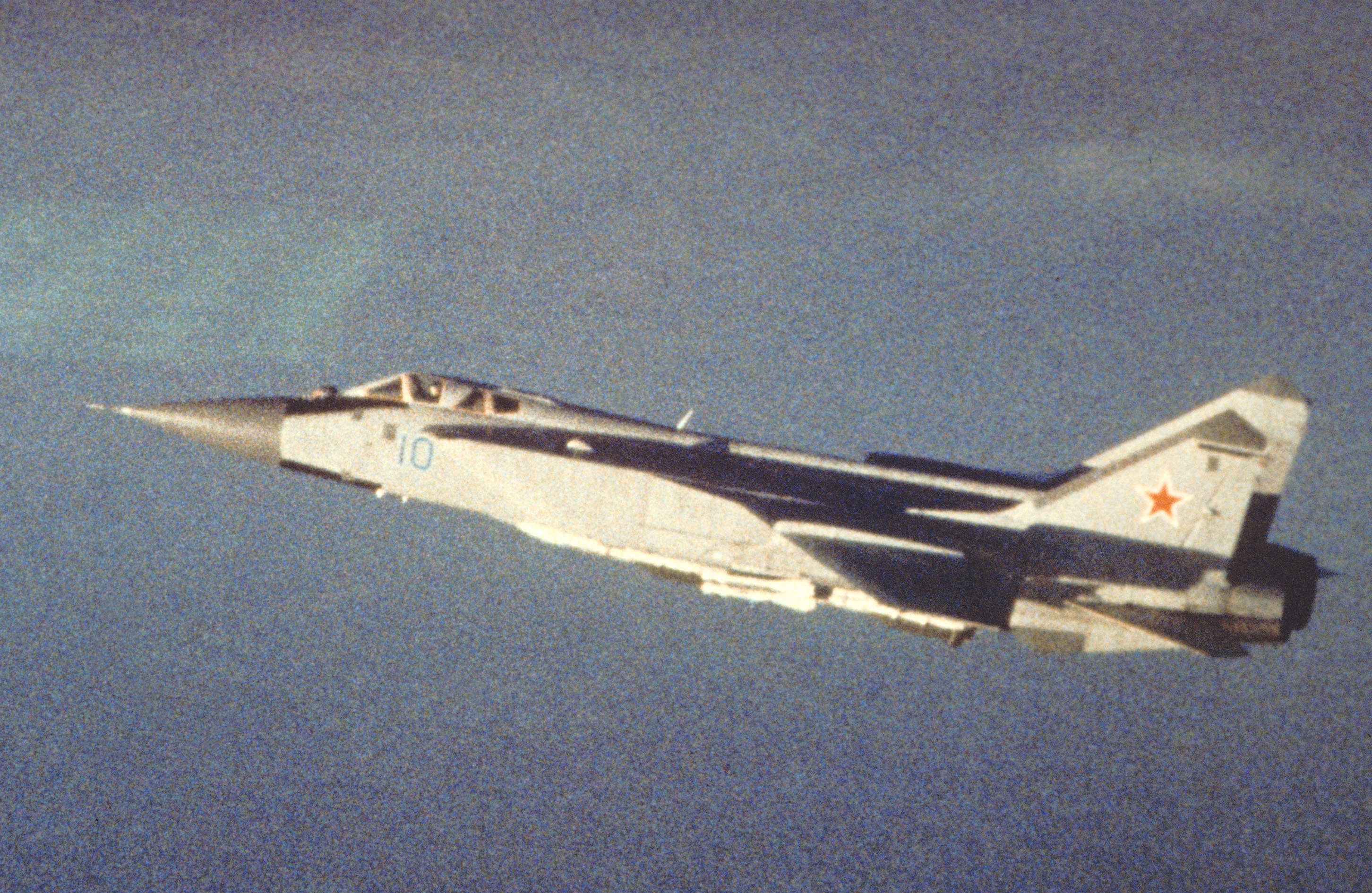
Mikojan-Gurewitsch MiG-31, 1989

Die sowjetischen Luftverteidigungsstreitkräfte (russisch Войска противовоздушной обороны, PWO) waren die für die Verteidigung des Luftraums der Sowjetunion verantwortliche Teilstreitkraft der Sowjetarmee.

## Geschichte
Nach dem Zweiten Weltkrieg waren die Verbände der Landes- und Heimat-Luftverteidigung noch Teil des Heeres. Mitte der 1950er-Jahre schritt die Entwicklung hochfliegender Überschallflugzeuge voran. Die damaligen Luftabwehrsysteme zeigten sich dieser Bedrohung als kaum gewachsen. Hinzu kam die Entwicklung von thermonuklearen Waffen, die nochmals wesentlich zerstörerischer waren als die bisherigen Atombomben. Mit diesen Bedrohungen konfrontiert, gab die sowjetische Regierung bereits früh den Auftrag, mit der Entwicklung effizienter Luftabwehrraketen zu beginnen. Mit der zunehmenden Bedeutung der Luftabwehr wurde ab 1954 auch eine eigene Teilstreitkraft etabliert. Erster Oberkommandierender der Luftverteidigungsstreitkräfte wurde Leonid Alexandrowitsch Goworow.
Zur sowjetischen Luftverteidigung gehörten das auf Radar und später auch satellitengestützte Frühwarnsystem gegen Kernwaffenschläge und die weiteren Einheiten der Luftraumüberwachung. Waffensysteme der PWO waren die der Sowjetunion gemäß ABM-Vertrag zustehenden Raketen, tausende von Boden-Luft-Raketen, die seit den 1950er Jahren die Fla-Rohrartillerie ablösten und strahlgetriebene Abfangjäger. So sollen 1991 unter anderem vorhanden gewesen sein: 475.000 Soldaten, 100 ABM, 2370 Abfangjäger und ca. 8650 Boden-Luft-Startgeräte in etwa 1200 Stellungen.
Als eigenständige Teilstreitkraft bestand die Luftverteidigung bis 1998. Raketenabwehr und Weltraumverteidigung kamen zu den Strategischen Raketentruppen, Abfangjäger und Flugabwehrraketen zu den 1991 aus den Luftstreitkräften der Sowjetunion hervorgegangenen Luftstreitkräften der Russischen Streitkräfte.
| 1965    | 1970    | 1975    | 1980    | 1985    | 1990    | 1991    |
| ------- | ------- | ------- | ------- | ------- | ------- | ------- |
| 440.000 | 500.000 | 500.000 | 520.000 | 635.000 | 500.000 | 475.000 |

## Flugzeugtypen
Die Luftverteidigungsstreitkräfte waren in erster Linie mit Abfangjägern ausgestattet, die vor allem dazu konzipiert waren, Langstrecken-Bomber über den Weiten der Sowjetunion abzufangen.
- Suchoi Su-9 (1959)
- Tupolew Tu-128 (1963)
- Suchoi Su-11 (1964)
- Suchoi Su-15 (1967)
- Mikojan-Gurewitsch MiG-25 (1970)
- Suchoi Su-27 (1984)
- Mikojan-Gurewitsch MiG-31 (1981)

## Flugabwehrraketen

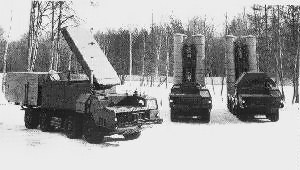
FlaRak-Komplex S-300PS, links Feuerleitradar, rechts zwei Startfahrzeuge in Feuerstellung

Die Luftstreitkräfte verfügten seit ihrer Gründung über ein dichtes Netz von Flugabwehrraketenstellungen. Im Jahr 1990 befanden sich mehrere unterschiedliche Raketentypen im Einsatz.
- 1400 S-25 Berkut
- 2400 S-75 Dwina
- 1000 S-125 Newa / Petschora
- 1950 S-200 Angara / Wega / Dubna
- 1700 S-300 – das modernste Flugabwehrsystem zum Zeitpunkt der Auflösung der UdSSR
- ABM-1 Galosh-Raketenabwehr, Teil des A-35-ABM-Systems

## Besondere Ereignisse

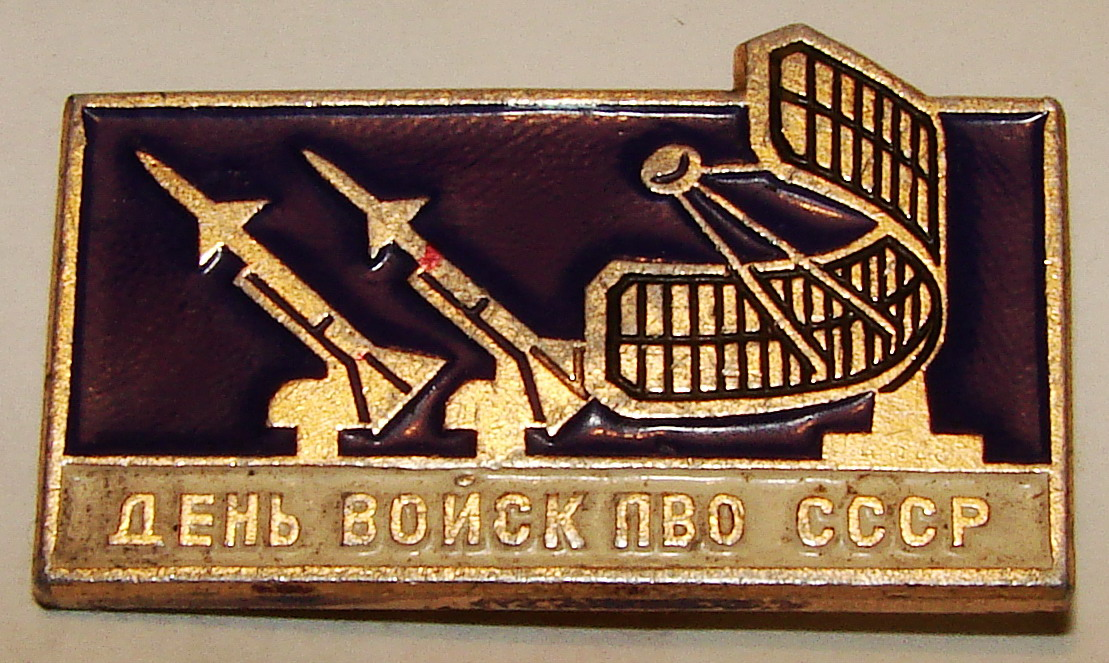
Abzeichen der sowjetischen Luftverteidigungsstreitkräfte

- Abschuss zweier schwedischer Flugzeuge über der Ostsee, 1952
- Abschuss einer Lockheed C-130 über Armenien, 1958
- Abschuss einer Lockheed U-2 während eines Spionagefluges über Swerdlowsk, 1960
- Abschuss einer North American Sabreliner der USA über der DDR im Januar 1964[3]
- Abschuss einer B-66 im März 1964, welche gemäß der USA auf einem Navigationsflug irrtümlich auf Gebiet der DDR gelangte, jedoch auch zur Spionage geeignet gewesen wäre.[4]
- Erzwungene Notlandung des Korean-Airlines-Fluges 902 nach Luftraumverletzung, 1978
- Absturz eines argentinischen Frachtflugzeuges CL-44 nach einem Zusammentreffen mit einer Su-15 über Aserbaidschan.[5]
- Abschuss des Korean-Airlines-Fluges 007 nach Luftraumverletzung, 1983
- Verhinderung eines Kernwaffenkrieges durch Stanislaw Petrow, 1983
- Flug von Mathias Rust nach Moskau, 1987.

## Oberkommandierende
- Sowjetunion:
  - Leonid A. Goworow (1954–1955)
  - Sergei S. Birjusow (1955–1962)
  - Wladimir A. Sudetsch (1962–1966)
  - Pawel F. Batizki (1966–1978)
  - Alexander I. Koldunow (1978–1987)
  - Iwan M. Tretjak (1987–1991)

- Russland:
  - Wiktor A. Prudnikow (1991–1997)
  - Wiktor P. Sinizin (1997–1998)